# Cheumatopsyche robisoni
Cheumatopsyche robisoni là một loài Trichoptera trong họ Hydropsychidae. Chúng phân bố ở miền Tân bắc.